# トラックマンTV
トラックマンTV（トラックマンティーヴィー）は、グリーンチャンネルで放送されている競馬に関するテレビ番組である。2008年からは土曜日に「KEIBAコンシェルジュ」が放送されるため、金曜日と土・日曜日以外の開催日の前日のみの放送となり、2009年からは金杯を除く土・日曜日以外の開催日の前日も「KEIBAコンシェルジュ」が放送されるため金杯の前日と金曜日のみとなった。
なお例外として、2017年11月第1週は3日から3日間変則開催のため11月2日の木曜に繰り上げ放送された。また、2025年1月の正月開催の際は、4日の土曜日に放送された。
2012年1月4日から番組名が「明日のレース分析」（あすのレースぶんせき）から変更となった。

## 放送時間
※時間表記はJST。
- 初回放送：金曜日 19:00 - 20:30
- 再放送：金曜日 23:30 - 25:00、27:00 - 28:30、土曜日 7:30 - 9:00
※日本ダービーと有馬記念が行われる週は表記時間より30分延長した2時間スペシャルとなる。

## 概要
土曜日に行われる中央競馬のレース予想を行う番組。日本競馬新聞協会加盟社に加えて、準加盟扱いの馬サブローと非加盟の競馬エイトも含め関東で発行されている専門紙記者やトラックマンなどを解説者として東西一人ずつ迎え、予想を行う。原則その年ごとで固定化されていたが、2025年よりスポット参戦枠を導入。
現在はCOVID-19の影響でスタジオ出演は司会の三遊亭五九楽と秋田奈津子のみで、解説者はSkypeを利用したリモート出演となっている。なお、2023年12月22日の有馬記念スペシャルで3年ぶりに解説者のスタジオ出演が再開された。2024年以降は、GIが行われる週と東西金杯が行われる週に限ってスタジオ出演をしている。
開催場の翌日の天気予報や芝・ダートの状態についても説明している。但し2013年のみ、初回放送の30分前に「美馬怜子の競馬場❤天気予報」が放送されたため割愛された。
なお当該週出場のスタジオ解説者は、木曜日23時から初回放送されている『トレセンまるごと情報局』（夏季休止期間を除く）にもVTR出演し、「トラックマンは見た!」のコーナーで、調教を観察した様子を参考としたコメントを寄せる。

### 司会
- 三遊亭五九楽（2010年から）
  - 2025年8月8日は五九楽が体調不良の為、坂田博昭が司会を務めた。
- 秋田奈津子（2019年1月 - 2020年3月13日・10月9日 -　）

### 過去の司会
- 松岡俊道（2009年まで）
- 高瀬有紀子
- 関野浩之
- 芦谷有香
- 小島友実
- 荘司典子（2020年3月19日 - 10月2日、秋田奈津子の産休に伴う）

## コーナー

### 重賞展望
重賞がある場合に設けられるコーナー（ただし中山大障害と中山グランドジャンプを除く障害重賞については後述の特別レース展望で取り上げる）で、翌日の重賞予想を行う。
開催場に関係なく東西両担当解説者が予想する。それぞれの本命馬から順に、コメント、VTRなどを確認していく。

### メインレース展望
重賞以外のメインレース予想。担当解説者が予想する。

### 特別レース展望
特別競走東西2レース程度を担当解説者が予想する。

### 自信の勝負レース
解説者は、翌日行われる全てのレースの中で一番自信のあるレース一つを勝負レースとして指名し、買い目を紹介する。紹介した買い目は全て自腹で購入することとなっており、番組内での勝負レースの成績は、番組内で1年間成績を取られている。2009年からは翌週に前の週の解説者の勝負レースの結果・コメント（払戻金が10万円を超えた場合は電話で出演）が発表されるようになった。この「明日の勝負レース」における回収率の関東・関西それぞれの年間トップ賞を受賞したトラックマンは、有馬記念の回のスタジオ出演権利が与えられ、著名人のゲストを交えて予想バトルを行う。

### ファイナルチャレンジ
最終レースの予想。予想方法はメインレース展望と同じ。

### GIレース展望
放送週の日曜日にGIレースが行われる週のみ設けられるコーナーで、GIレースの予想を行う。開催場に関係なく東西両担当解説者が予想する。また当該週に出演しない他の解説者の予想も披露される。

## 過去のコーナー

### 平場セレクション
ゲストが、平場レースの中から、2 - 3レースを取り上げ、狙う馬を紹介するコーナー。馬券定食ABC、平場の見つけモンから引き継ぎ2009年から始まった。2014年年頭から廃止。

### 先週の結果分析・出走馬
「先週の結果分析」内で注目馬などに上げられた馬が出走予定の場合、そのレースとコメントが紹介された。2023年現在では先週の結果分析内にて放送。

### データでVAN VAN!
JRA-VAN協力の下、競馬データベースソフトTARGET frontierやオンラインデータベースJRA-VAN NEXTなどを用いて、データ予想を行う。（2008年まで森本さやか、佐々木梨絵が隔週で担当）
2009年は、GI開催週を中心に年間10回の放送となり、2010年からは「明日の勝ち馬検討社」→「教えてVANdaくん!_勝ち馬リサーチャー」→「VANで勝ち馬さがしてみませんか」に引き継がれている。